# Friedrich Sthamer

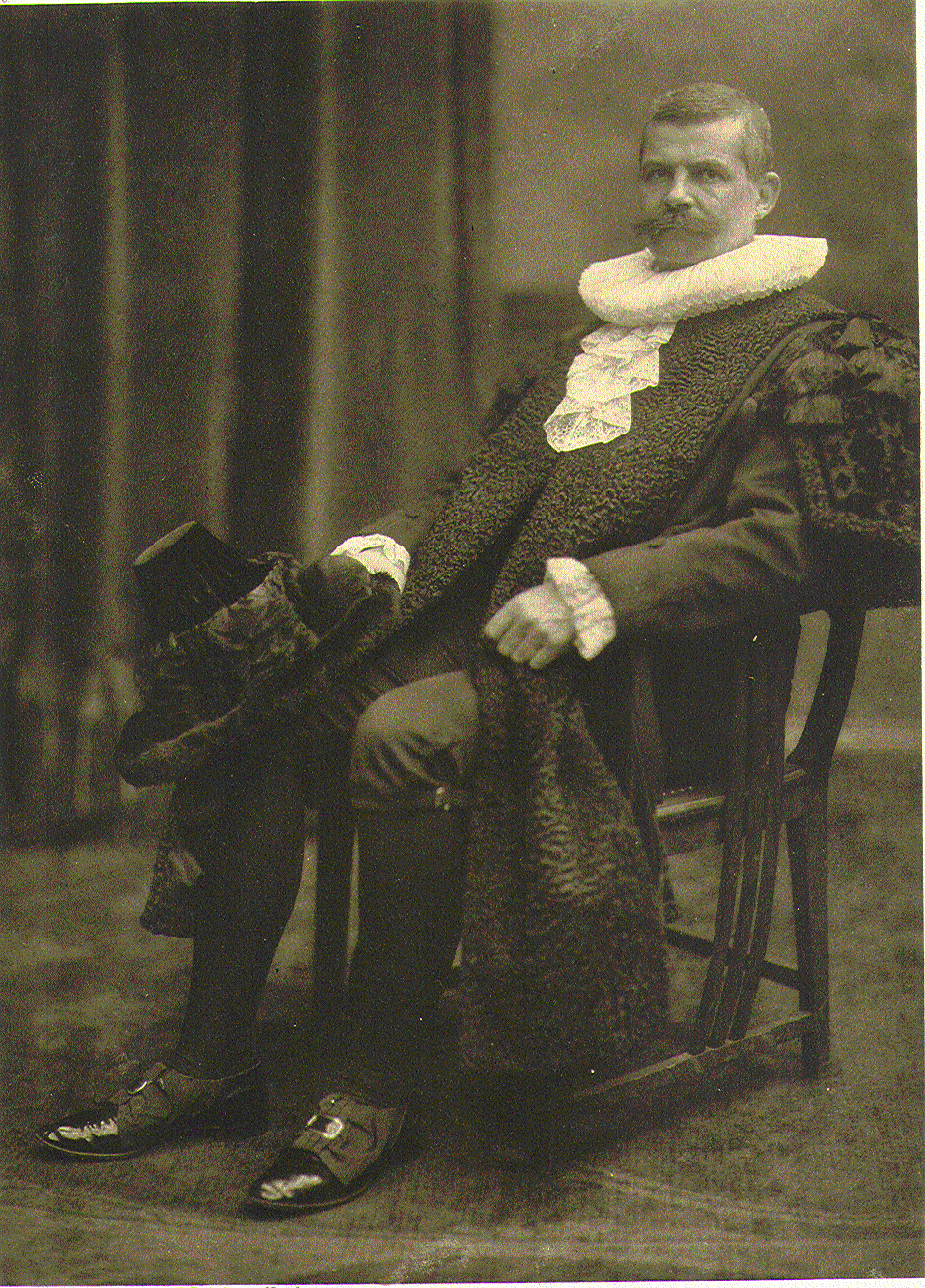
Friedrich Sthamer im Habit (1905)

Friedrich Sthamer (* 24. November 1856 in Groß Weeden bei Ratzeburg; † 29. Juni 1931 in Hamburg) war ein deutscher Rechtsanwalt. In der Weimarer Republik war er Erster Bürgermeister von Hamburg und deutscher Botschafter in London.

## Familie
Die Familie Sthamer zählt zu den alten Hamburger Familien. Ende des 18. Jahrhunderts wechselte Jürgen Nicolaus Sthamer nach Hamburg und wurde 1842 in das Kollegium der Oberalten aufgenommen. Dessen Sohn, ein Onkel von Friedrich Sthamer, Eduard Sthamer (1803–1872), war Rechtsanwalt und von 1834 bis 1860 Hamburger Senator. Der Vater von Friedrich Sthamer hatte in Havanna eine Firma gegründet. Zu Wohlstand gelangt, erwarb er das Gut Groß Weeden.

## Leben
Sthamer besuchte die Kieler Gelehrtenschule. Nach dem Abitur begann er Rechtswissenschaft an der Ruprecht-Karls-Universität Heidelberg zu studieren. 1876 trat er dem Corps Vandalia Heidelberg bei. Als Inaktiver wechselte er an die Universität Leipzig und später an die Georg-August-Universität Göttingen. Dort wurde er 1878 zum Dr. iur. promoviert.
Am 1. Januar 1879 ließ er sich als Rechtsanwalt in Hamburg nieder. 1892 wurde Sthamer in den Vorstand der Hamburger Anwaltskammer und 1900 in das Präsidium der Oberschulbehörde gewählt. Von 1901 bis 1904 gehörte Sthamer der Hamburger Bürgerschaft an und wurde am 13. Juli 1904 in den Hamburger Senat gewählt. Er ließ sich 1915 während des Ersten Weltkrieges beurlauben und übernahm von seinem Senatskollegen Justus Strandes das Amt des Präsidenten der Zivilverwaltung des von deutschen Truppen besetzten Antwerpen. Ende 1916 wurde Max Schramm Sthamers Nachfolger, da Sthamer ein Reichsamt übernahm und 1917 nach Hamburg zurückkehrte.
Nach der Wahl der ersten freien und demokratisch gewählten Hamburgischen Bürgerschaft am 16. März 1919 wurde Sthamer wieder in den neuen Hamburger Senat 1919–1933 unter Werner von Melle und Otto Stolten gewählt. Am 22. Dezember 1919 wurde Sthamer zum Ersten Bürgermeister gewählt. Er trat jedoch schon am 13. Februar 1920 zurück, um tags darauf zum Geschäftsträger der Deutschen Botschaft London bestellt zu werden. Am 27. August 1920 erfolgte die Ernennung zum deutschen Botschafter in London. Arnold Diestel übernahm das Amt als erster Hamburger Bürgermeister, und bis zum 9. September 1920 blieb Sthamer Senatsmitglied.
Sthamer war maßgeblich an der Verhandlung der Verträge von Locarno beteiligt und unterzeichnete diese auch im Dezember 1925 in London. Im September 1930 wurde Sthamer in den Ruhestand versetzt. Sein Nachfolger als deutscher Botschafter wurde Konstantin Frhr. v. Neurath.

### Grab

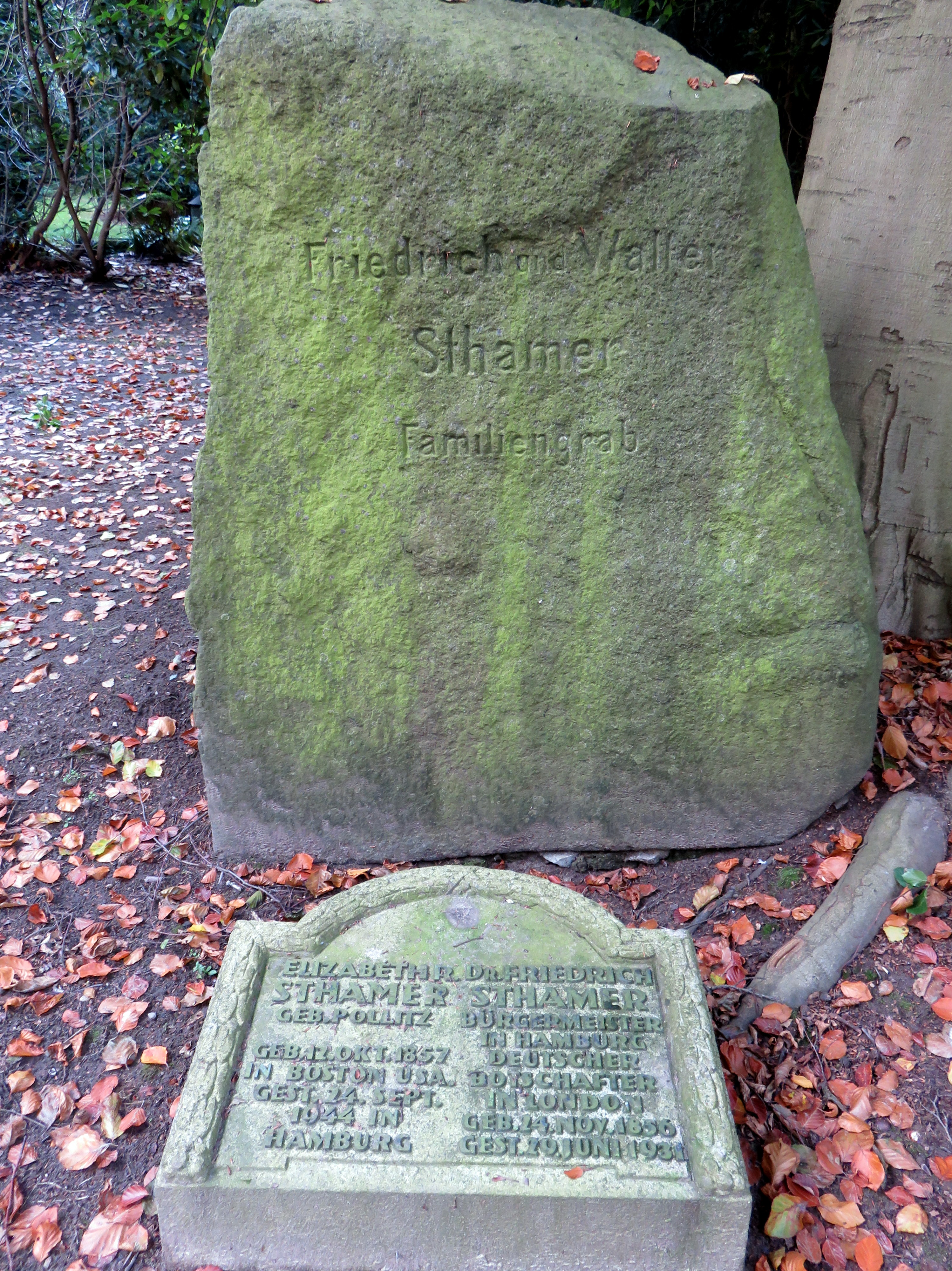
Reste des Familiengrabes auf dem Friedhof Ohlsdorf

Friedrich Sthamer wurde im Familiengrab Sthamer/Karlowa auf dem Friedhof Ohlsdorf südwestlich von Kapelle 7 beigesetzt. Nach allmählichem Verfall wurde der Großteil der Anlage abgeräumt im Rahmen der Einrichtung eines neuen Grabfeldes.

### Erinnerung
Im Hamburger Stadtteil Steinwerder (Bezirk Hamburg-Mitte) wurde der Sthamerkai am Oderhafen nach ihm benannt.